# The Man in the Glass Booth
The Man in the Glass Booth ist ein US-amerikanisches Filmdrama von Arthur Hiller aus dem Jahr 1975. Der Film wurde im Rahmen des American Film Theatre produziert und veröffentlicht, das Theaterstücke für eine Abonnement-Kinoreihe adaptierte. Das Drehbuch wurde nach dem gleichnamigen Roman und Theaterstück von Robert Shaw aus dem Jahr 1967 verfasst.

## Handlung
Arthur Goldman ist Jude und Überlebender der nationalsozialistischen Vernichtungslager. Heute ist er ein reicher Industrieller, der in einem Wolkenkratzer in Manhattan lebt. Er scherzt mit seinem Assistenten Charlie und schockiert ihn oft mit seiner Frechheit und Respektlosigkeit gegenüber Aspekten des jüdischen Lebens. Eines Tages entführen israelische Mossad-Agenten Goldman und bringen ihn nach Israel, wo er als Nazi-Kriegsverbrecher angeklagt wird. Der Prozess gegen Goldman zwingt seine Ankläger, sich nicht nur mit seiner vermeintlichen, sondern auch mit ihrer eigenen Schuld auseinanderzusetzen.
Am Ende stellt sich heraus, dass Goldman weder Nazi noch Kriegsverbrecher war; er hatte die zahnärztlichen Unterlagen gefälscht, mit denen die Israelis ihn identifizierten, um den Prozess zu ermöglichen. Als der Betrug vom israelischen Staatsanwalt aufgedeckt wird, steht Goldman als gebrochener Mann im Panzerglaskasten des Gerichts. Der Stress erschüttert seine psychische Gesundheit, er wird katatonisch. Dann erlebt er im Geiste noch einmal die Erschießung durch ein Nazi-Kommando und stirbt, während die Anwesenden im Gerichtssaal das jüdische Gebet „Sch'ma Jis'ra'eil Adonai Eloheinu Adonai echad“ („Höre, o Israel: Der Herr ist unser Gott, der Herr ist eins“) flüstern.

## Entstehung
Während der Entwicklung des Films The Man in the Glass Cabinet war Shaw mit dem Drehbuch nicht einverstanden und ließ seinen Namen aus dem Abspann entfernen. Shaw sah den fertigen Film vor seiner Veröffentlichung und bat darum, seinen Namen wieder einzufügen. 2002 berichtete Regisseur Arthur Hiller von Shaws Einwänden gegen das Drehbuch und seinem Sinneswandel,
Als wir beschlossen, dass wir mehr Emotionen in den Film bringen wollten, versuchten wir, um ehrlich mit Robert Shaw zu sein, das intellektuelle Spiel beizubehalten, aber ein emotionaleres Umfeld zu schaffen. Und Robert Shaw war sehr besorgt. Ihm gefiel die Idee nicht, und wenn Sie sich den Film ansehen, werden Sie feststellen, dass sein Name nicht im Abspann steht und auch nicht „basierend auf dem Theaterstück Der Mann im Glaskasten“, weil er uns das nicht erlauben wollte. Er mochte die Idee einfach nicht, bis er den Film sah. Dann rief er Eddie Anhalt an, den Drehbuchautor, und gratulierte ihm, weil er fand, dass der Film genau den Ton traf, den er wollte, und dass er es so gut gemacht hatte. Und er rief Mort Abrahams an, den ausführenden Produzenten, um zu fragen, ob er seinen Namen in den Abspann aufnehmen lassen könne. Aber es war zu spät, um seinen Namen wiederherzustellen, alle Kopien waren schon fertig.

## Produktion
Der Film kostete eine Million Dollar und wurde im Sommer 1974 in 10 Proben- und 23 Drehtagen gedreht. Die Außenaufnahmen von Goldmans Penthouse wurden auf dem Crown Building in New York City gedreht, wobei das Dach des Gebäudes so gestaltet wurde, dass es wie ein Balkon und ein Garten aussah. Die Innenaufnahmen wurden in den 20th Century Fox Studios in Century City, Kalifornien, gedreht.

## Auszeichnungen
Maximilian Schell wurde für seine Darstellung für den Academy Award als Bester Hauptdarsteller und den Golden Globe Award als Bester Darsteller – Motion Picture Drama nominiert. Edward Anhalt wurde für sein Drehbuch für den Writers Guild of America Award in der Kategorie Best Drama Adapted from Another Medium nominiert.

## Kritik
Roger Ebert schrieb: „Arthur Hillers Film für die AFT ist ein sehr guter Film, obwohl er an einem grundlegenden Problem leidet. Der Film ist von Natur aus ein realistisches Medium, das die Außenseite der realen Welt darstellt. Robert Shaws Stück, selbst in der von Edward Anhalt adaptierten, etwas realistischeren Version, bleibt ein symbolisches und manieriertes Stück“. Raymond Benson schrieb 2009: „Der Film ist ein fesselndes, erstklassiges Drama mit einer Oscar-nominierten, herausragenden Leistung von Schell“.